# 中央匯金投資
中央匯金投資有限責任公司 （ちゅうおうかいきんとうしゆうげんせきにんこうし、中国語: 中央汇金投资有限责任公司、 英語: Central Huijin Investment Ltd.  ）は中国の国務院配下の中国投資公司に属し、本社は北京市にある。 
2003年に設立され、おもに国有商業銀行への資金提供と回収を業務としている。 

## 参照項目
- 中国投資有限責任公司
- 中国の政府系商業銀行の一覧